# Bella Vista (departamento)
| Departamento Bella Vista 22px | Departamento Bella Vista 22px |
| ----------------------------- | ----------------------------- |
| Nome:                         | Bella Vista                   |
| Superfície:                   | 1.695 km²                     |
| Habitantes:                   | 35.350(INDEC)2001             |
| Densidade:                    | 20,9 hab/km²                  |
| Municípios:                   | - Bella Vista                 |
| Localização                   |                               |
|                               |                               |

Bella Vista é um departamento da província de Corrientes, localizado ao noreste da Argentina, que ocupa 1.695 km² da região oeste da província.
Faz fronteira ao norte com o departamento de Saladas; ao leste com San Roque; ao sul com Lavalle; e ao oeste com a província de Santa Fe, da qual está separado pelo Rio Paraná.
A capital do departamento é o a homonima Bella Vista, situada a beira do rio Paraná.  Segundo o censo de 2001, 35.350 pessoas viviam nos entornos do departamento.
Segundo estimativas do INDEC no ano de 2.005 teriam 36.167  habitantes.

## Principais cidades
- Bella Vista